# 锈色歌百灵
锈色歌百灵是百灵科歌百灵属的一种鳥類。這個物種分布于马里、尼日尔、苏丹和乍得約1,030,000平方千米的干燥稀树草原內。该物种的保护状况被评为无危。
這個物種是由英國海軍少將兼鳥類學家休伯特·莱恩斯於1920年描述的物種，其模式產地位於蘇丹達爾富爾。其種小名意為「紅色的」，但在鳥類學中常用於泛指其他包含黃色、橙色、棕色及紫色等在內的其他顏色。目前本物種有三個亞種：分布於馬里到尼日之間的、分布於蘇丹西部和查德的、及分佈於蘇丹中部的。
成鳥體長約13—15公分，平均体重约为29.2公克。其鳥喙寬平均約4.2公釐、深平均約4.9公釐、嘴峰長平均約15.2公釐；翼長平均約81.8公釐；跗蹠約21.7公釐；尾長約62.0公釐。這個物種是種中小型的百靈，指名亞種成鳥的背側多呈紅褐色，且參有黑色和褐色斑紋；腹側呈褐色；眼睛紅褐色；鳥喙上黑褐下白；腿灰褐色，兩性相似。
這個物種是一種會逐雨水行短距離移動的鳥類，主要以昆蟲及白蟻為食，在地面上單獨或成對啄食。其繁殖資訊甚少，僅知在5—7月之間雄鳥會求偶，9月時還可見。
在《國際自然保護聯盟瀕危物種紅色名錄》中，雖然锈色歌百灵的族群規模尚未量化，但因其極大的分布範圍及較穩定的族群趨勢，被列為無危物種。

## 外部連結
- 维基共享资源上的相關多媒體資源：锈色歌百灵
- 維基物種上的相關：锈色歌百灵